# Sự kiện Tunguska
Bài viết này có chứa ngày tháng tham khảo theo Lịch Julius đã cũ. Cần nhớ ngày tháng đó có thể không đồng nhất với Lịch Gregory.
Sự kiện Tunguska là một vụ nổ xảy ra tại tọa độ 60°55′B 101°57′Đ / 60,917°B 101,95°Đ, gần sông Podkamennaya Tunguska ở vùng tự trị Evenk, Siberia thuộc Nga hiện nay, lúc 7:17 sáng ngày 30 tháng 6 năm 1908. Thỉnh thoảng sự kiện này được gọi là Vụ nổ lớn Siberi.
Có thể sự kiện đã được gây ra bởi vụ nổ trên không của một tiểu hành tinh hay sao chổi từ khoảng cách 5 đến 10 kilômét (3–6 dặm) trên bề mặt Trái Đất. Năng lượng của vụ nổ sau này được ước tính trong khoảng 10 đến 20 triệu tấn TNT, tương đương với Castle Bravo, Vũ khí hạt nhân mạnh nhất của Hoa Kỳ. Vụ nổ đã làm đổ khoảng 60 triệu cây trên diện tích 2.150 kilômét vuông (830 dặm vuông).

## Miêu tả

Cây đổ sau vụ nổ Tunguska. Ảnh chụp từ cuộc khảo sát của Kulik năm 1927.

Khoảng 7:15 sáng, những người Tungus bản địa và người định cư Nga trên những quả đồi phía tây bắc hồ Baikal quan sát thấy một cột ánh sáng xanh, hầu như sáng bằng Mặt Trời, di chuyển ngang bầu trời. Khoảng 10 phút sau có một vụ nổ và một âm thanh "va chạm" lớn tương tự tiếng pháo nổ ngắn và ngày càng mở rộng ra xa. Những nhân chứng tận mắt chứng kiến vụ nổ nói rằng nguồn âm thanh di chuyển mỗi khi gặp chướng ngại, từ đông sang bắc. Tiếp sau âm thanh là một đợt sóng xung kích hất ngã mọi người và đập vỡ cửa sổ ở khoảng cách hàng trăm dặm. Đa số người chứng kiến đều chỉ thông báo về âm thanh và các cơn chấn động, không quan sát thấy vụ nổ; đối với những nhân chứng khác nhau quá trình vụ nổ và khoảng thời gian diễn ra của sự kiện cũng khác nhau.
Vụ nổ đã được các trạm địa chấn khắp vùng Âu-Á ghi nhận, và đã gây ra các dao động bất thường trong áp suất khí quyển ở mức đủ mạnh để có thể được phát hiện bằng các khí áp kế mới được phát minh khi đó tại Vương quốc Anh. Trong vài ngày sau, bầu trời đêm trở nên đỏ rực tới mức mọi người có thể đọc sách bằng ánh sáng đó. Tại Hoa Kỳ, Trạm quan sát Vật lý học thiên thể Smithsonian và Trạm quan sát Thiên văn Núi Wilson đã quan sát thấy sự giảm sút mật độ trong khí quyển kéo dài vài tháng.

### Một số tường thuật của những người tận mắt chứng kiến
- Lời tường thuật của S. Semenov, như được ghi lại trong chuyến khảo sát của Leonid Kulik năm 1930.

Lúc buổi sáng tôi đang ngồi cạnh nhà, quay mặt về hướng bắc tại trạm Vanavara (65 kilômét hay 40 dặm phía bắc vụ nổ). [...] Bỗng tôi thấy ở đúng phía Bắc, bên trên con đường Tunguska của Onkoul, bầu trời bỗng chia làm hai và cột lửa lớn và cao xuất hiện bên trên khu rừng (như Semenov cho thấy, khoảng 50 độ phía trên - ghi chú của đoàn thám hiểm). Đoạn chia tách trên bầu trời ngày càng lớn, và toàn bộ phía bắc đều bị lửa bao trùm. Khi ấy tôi thấy nóng tới mức không chịu nổi, cứ như áo của tôi đang cháy vậy; từ phía bắc, nơi ngọn lửa đang bùng phát, cái nóng dữ dội ập đến. Tôi đã có ý định xé rách áo và ném nó đi, nhưng sau đó bầu trời bỗng tối sầm lại, và một tiếng vang lớn phát ra, và tôi bị đẩy bắn đi vài yard. Tôi mất cảm giác một lúc, nhưng sau đó vợ tôi chạy ra và đưa tôi vào nhà. Sau khi âm thanh đó lan tới, giống như đá đang lăn từ đỉnh núi xuống hay như tiếng bắn đạn pháo, mặt đất rung lên, và khi tôi ngã xuống mặt đất, tôi cố ngẩng đầu dậy, sợ rằng đá sẽ lăn nát đầu mình. Khi bầu trời lại sáng lên, những cơn gió nóng thổi tới giữa các ngôi nhà, giống như gió nóng thổi từ các khẩu pháo, chúng để lại dấu vết trên mặt đất thành những rãnh dài, và đã làm hư hại một số mùa màng. Sau này, chúng tôi thấy một số cửa sổ bị đập vỡ, và ở nhà kho một phần chiếc khóa thép đã bị gãy mất.

- Lời kể của Chuchan of Shanyagir tribe, được I.M.Suslov ghi lại năm 1926.

Tôi đang ở một ngôi lều ở ven sông với người anh/em tôi là Chekaren. 
Khi ấy chúng tôi đang ngủ. Bỗng cả hai người cùng tỉnh giấc. Ai đó đã xô đẩy chúng tôi. Chúng tôi nghe thấy tiếng huýt và cảm thấy có gió mạnh. Chekaren nói, "Anh có nghe thấy những tiếng ồn của bọn chim bay trên đầu không?" Cả hai chúng tôi đều ở trong lều, không thể thấy điều gì đang diễn ra bên ngoài. Bỗng chốc, tôi lại bị xô mạnh một lần nữa, lần này mạnh tới mức tôi ngã vào đống lửa. Tôi cảm thấy sợ hãi. Chekaren cũng sợ. Chúng tôi bắt đầu khóc gọi cha, mẹ, anh em, nhưng không ai trả lời. Có những tiếng ầm ầm bên ngoài căn lều, và chúng tôi có thể nghe thấy tiếng cây cối đang đổ ngã. Tôi và Chekaren chui ra khỏi túi ngủ và định chạy ra ngoài, nhưng khi đó bỗng một tiếng sấm vang lên. Đó là tiếng sấm đầu tiên. Mặt đất bắt đầu di chuyển và đá, gió lao tới căn lều của chúng tôi, giật đổ nó. Tôi bị các cành cây quật ngã, nhưng đầu óc tôi vẫn tỉnh táo. Sau đó tôi thấy một cảnh tượng kỳ lạ: cây cối đổ xuống, cành lá bốc cháy, xung quanh trở nên sáng rực, tôi có thể nói thế nào nhỉ, như là có một mặt trời thứ hai vậy, tôi cảm thấy chói mắt, và thậm chí phải nhắm mắt lại. Nó giống cái mà người Nga gọi là sét. Và ngay sau đó tôi nghe thấy một tiếng sấm nổ lớn. Tiếng sấm thứ hai. Bầu trời buổi sáng có nắng, quang mây, mặt trời vẫn chiếu sáng như bình thường, và bỗng chốc đợt thứ hai lại đến!
Tôi và Chekaren gặp khó khăn khi chui ra khỏi căn lều đã đổ nát. Sau đó chúng tôi thấy ở bên trên, nhưng tại một nơi khác, có một chớp sáng khác, và tiếng nổ lớn vang tới. Đó là tiếng sấm thứ ba. Gió lại thổi, đẩy chúng tôi ngã, lại lật tung những cây cối đã ngã rạp.
Chúng tôi nhìn những cây đổ, nhìn những ngọn cây bị giật bay, nhìn những đám lửa. Bỗng nhiên Chekaren kêu lên "Nhìn trên kia kìa" và giơ tay chỉ. Tôi nhìn theo và thấy một ánh chớp lóe khác, và nó lại gây ra một tiếng nổ khác. Nhưng âm thanh không lớn như những lần trước. Đó là tiếng nổ thứ tư, tương tự tiếng sấm bình thường.
Bây giờ tôi nhớ rất rõ còn có thêm một tiếng nổ nữa, nhưng nó nhỏ, và xa hơn, ở tít nơi Mặt trời lặn.

- Báo Sibir, 2 tháng 7 năm 1908

Ngày 17 tháng 6, khoảng 9 giờ sáng, chúng tôi đã quan sát thấy một hiện tượng tự nhiên bất thường. Tại làng Karelinski bắc (200 verst phía Bắc Kirensk) những người nông dân thấy ở phía Tây-Bắc, trên đường chân trời, một vật thể vũ trụ sáng xanh (không thể nhìn trực tiếp vào) kỳ lạ, lao xuống đất trong khoảng 10 phút. Vật thể này có vẻ là một vật "hình ống", như hình trụ. Bầu trời quang mây, chỉ có một đám mây đen nhỏ được quan sát thấy ở đúng hướng vật thể lạ. Trời nóng và khô. Khi vật thể rơi gần xuống đất (khu rừng), nó dường như trở nên nhoè, và sau đó biến thành một đám sóng khói đen lớn, và mọi người nghe thấy một tiếng nổ lớn (không phải tiếng sấm), như tiếng một tảng đá cực lớn rơi xuống, hay như tiếng pháo bắn. Tất cả các ngôi nhà đều rung chuyển. Cùng lúc ấy đám mây bắt đầu phun lửa theo mọi hình dạng. Tất cả dân làng đều sợ hãi và lao ra đường phố, phụ nữ kêu khóc, cho rằng đó là thời điểm tận thế của thế giới.
Tác giả của những dòng này khi ấy đang ở trong rừng khoảng 6 verst phía Bắc Kirensk, và nghe thấy một tiếng nổ như pháo bắn từ phía Tây Bắc, âm thanh này lặp lại cách quãng liên tục trong 15 phút ít nhất 10 lần. Tại Kirensk một số cửa kính tường nhà phía tây bắc bị vỡ.

- Báo Sibirskaya zhiznj (Cuộc sống Siberi), 27 tháng 7 năm 1908

Khi thiên thạch rơi xuống, các chấn động mạnh trong mặt đất đã được quan sát thấy, và gần làng Lovat huyện Kansk mọi người nghe thấy hai tiếng nổ lớn, giống tiếng bắn pháo hạng nặng.

- Báo Krasnoyaretz, 13 tháng 7 năm 1908

Làng Kezhemskoe. Nơi quan sát thấy một hiện tượng khí quyển bất thường ngày 17. Lúc 7:43 sáng mọi người nghe thấy một tiếng động giống một cơn gió mạnh. Ngay sau đó là những tiếng sấm ghê sợ, tiếp theo là những cơn chấn động làm rung chuyển các ngôi nhà, như chúng bị một thân cây lớn hay một tảng đá nặng lao phải. Tiếng nổ đầu tiên rồi đến tiếng nổ thứ hai, sau đó là tiếng nổ thứ ba. Tiếp đó - khoảng thời gian ngắt quãng giữa tiếng nổ thứ nhất và tiếng nổ thứ ba là những đợt chấn động bất thường, tương tự như đường sắt khi có cả chục đoàn tàu cùng chạy qua. Sau đó 5 tới 6 phút một tiếng nổ như tiếng pháo bắn lan tới: 50 tới 60 loạt ngắn, với những đợt cách quãng như nhau, dần yếu đi. Sau 1,5 - 2 phút có thêm sáu tiếng nổ nữa, như những tiếng bắn đại bác, những rời rạc, và tiếp nối bởi những rung động.
Bầu trời, khi mới nhìn, có vẻ quang đãng. Không có gió hay mây. Tuy nhiên khi nhìn về phía Bắc, nơi phát ra những tiếng nổ, có một kiểu mây xám tro phía gần chân trời đang ngày càng nhỏ đi và tan bớt, và có lẽ tới khoảng 2-3 giờ chiều thì biến mất hoàn toàn.

## Lịch sử
Khá ngạc nhiên, ở thời điểm ấy giới khoa học ít chú ý tới vụ va chạm này, có thể vì vị trí địa lý cách biệt của vùng Tunguska. Những bản ghi chép từ các cuộc khảo sát hiện trường sớm cũng đã mất sau những năm hỗn loạn sau Chiến tranh thế giới thứ nhất, Cách mạng tháng 10 Nga năm 1917, và cuộc Nội chiến Nga.
Ghi chép sớm nhất còn lại từ các đoàn thám hiểm diễn ra hơn một thập kỷ sau vụ nổ. Năm 1921, nhà khoáng vật học người Nga Leonid Kulik, đã tới khu lưu vực Sông Podkamennaya Tunguska trong một phần chuyến khảo sát cho Viện Hàn lâm Khoa học Liên Xô, sau khi nghiên cứu những lời kể của người dân địa phương về sự kiện cho rằng vụ nổ do một vụ va chạm thiên thạch lớn gây nên. Ông đã thuyết phục chính phủ Xô viết cấp chi phí cho một đoàn khảo sát tới vùng Tunguska, dựa trên lý luận cho rằng sắt thiên thạch có thể được dùng cung cấp cho ngành công nghiệp Liên Xô. Và giá trị số sắt thu được sẽ lớn hơn nhiều chi phí cho cuộc khảo sát.

Ảnh chụp từ chuyến khảo sát của Kulik năm 1927.

Đội khảo sát của Kulik tới địa điểm này năm 1927. Trước sự ngạc nhiên của họ, không hề có sự hiện diện của một miệng hố kiểu núi lửa nào. Thay vào đó là một vùng cây cối cháy xém rộng khoảng 50 kilômét (30 dặm). Đáng ngạc nhiên, một số cây gần khu vực trung tâm vẫn đứng thẳng, cành của chúng bị xé nát. Những cây ở xa bị hất đổ theo hướng từ tâm ra ngoài.
Trong mười năm sau đó, đã có ba cuộc khảo sát khác tới khu vực. Kulik đã tìm thấy một "hốc" đầm lầy nhỏ nơi ông cho là miệng hố thiên thạch nhưng sau nhiều nỗ lực rút nước ra khỏi đầm lầy đó, ông chỉ thấy những mẩu gốc cây dưới đáy, loại trừ khả năng đây là hố do thiên thạch gây ra. Năm 1938, Kulik tìm cách chụp ảnh khu vực từ trên không, những bức ảnh cho thấy vụ nổ đã làm đổ rạp cây cối trên một vùng rộng theo hình cánh bướm. Dù có sức tàn phá lớn, nhưng vụ nổ không để lại dấu vết miệng hố kiểu núi lửa nào.
Những đoàn thám hiểm tới nơi này trong thập kỷ 1950 và 1960 đã tìm thấy những mảnh kính hình cầu cực nhỏ khi lọc sàng đất. Phân tích hóa học cho thấy những hình cầu này chứa hàm lượng niken và iridi cao so với sắt, vốn thường thấy có nhiều trên các thiên thạch, cho thấy khả năng nguồn gốc ngoài Trái Đất của chúng. Nhưng điều này vẫn chưa thể khẳng định, đặc biệt khi dựa trên các nguyên tố vi lượng nơi xảy ra sự kiện Tunguska, bởi vì Tunguska là một vùng núi lửa cũ vốn có nhiều nguyên tố iridi. Sau đó nhiều người tới đây nhặt nhưng không may họ chết do nhiễm phóng xạ.
Chậm nhất từ năm 1959 những lời tường thuật của nhân chứng tận mắt chứng kiến sự kiện đã được ghi chép, hệ thống hóa và thu thập sau khi các cuộc phỏng vấn được tiến hành với nhiều người thổ dân sống trong vòng bán kính 100 kilômét (60 dặm) từ vụ nổ. Đa số những lời tường thuật cho rằng sau vụ nổ người dân địa phương đã bị một cơn gió nóng bao phủ, nhiều gia đình không còn ai sống sót. Những bác sĩ đi cùng đoàn thám hiểm đã kết luận rằng ở thời điểm ấy vùng này đang có dịch đậu mùa. Những cuộc khảo sát do Gennady Plekhanov dẫn đầu không phát hiện thấy lượng phóng xạ ở mức độ cao như dự đoán nếu đã xảy ra một vụ nổ hạt nhân trong môi trường.

## Giả thuyết va chạm Trái Đất

### Vụ nổ tiểu thiên thạch
Trong giới khoa học, nguyên nhân hàng đầu giải thích sự kiện là vụ nổ trên không của một thiên thạch 6 đến 10 kilômét (4–6 dặm) bên trên bề mặt Trái Đất.
Các thiên thạch lao vào bầu khí quyển Trái Đất từ ngoài vũ trụ hàng ngày, thường có vận tốc lớn hơn 10 km/giây (6 dặm/s). Đa số chúng có kích thước nhỏ nhưng thỉnh thoảng cũng có những thiên thạch cỡ lớn. Nhiệt sinh ra do khí bị nén lại trước thiên thạch khi nó lao vào khí quyển rất lớn khiến đa số thiên thạch bốc cháy hết hay nổ trước khi rơi xuống đất. Từ nửa cuối thế kỷ 20, quan sát khí quyển Trái Đất tầm thấp cho thấy những vụ nổ thiên thạch trên không diễn ra khá thường xuyên. Một thiên thạch đá đường kính khoảng 10 mét (30 ft) có thể gây ra một vụ nổ khoảng 20 nghìn tấn, tương tự với sức công phá của quả bom hạt nhân Little Boy ném xuống Hiroshima, và dữ liệu do Chương trình Hỗ trợ Phòng vệ của Không quân Hoa Kỳ cung cấp cho thấy những vụ nổ như vậy xảy ra trong khí quyển tầm cao ít nhất mỗi năm một lần. Những vụ nổ kiểu Tunguska với sức công phá mức triệu tấn ít hơn nhiều. Eugene Shoemaker đã ước tính rằng một vụ nổ như vậy có xác suất xảy ra một lần trong 300 năm.

### Những mô hình vụ nổ
Tác động kỳ lạ của vụ nổ Tunguska với cây cối xung quanh khu vực trung tâm đã được tái hiện trong những vụ thử vũ khí hạt nhân trên không trong thập kỷ 1950 và 1960. Các tác động đó do sóng xung kích phát sinh từ những vụ nổ lớn gây ra. Cây cối trực tiếp bên dưới vụ nổ bị lột vỏ khi sóng xung kích đi thẳng theo chiều dọc xuống dưới, trong khi cây cối phía xa bị ngã rạp bởi sóng xung kích đi tới theo chiều ngang khi tác động tới chúng.
Những cuộc thực nghiệm do người Xô viết tiến hành hồi giữa thập kỷ 1960, với các mô hình rừng (làm bằng các bao diêm) và một lượng nhỏ thuốc nổ trượt xuống theo dây treo, đã tạo ra những mô hình vụ nổ hình cánh bướm rất giống với mô hình ghi được tại Tunguska. Những cuộc thực nghiệm cho thấy vật thể đã lao xuống theo góc khoảng 30 độ so với mặt đất và 115 độ từ hướng bắc và đã nổ tung trên không trung.

### Thiên thạch hay Sao chổi?
Thành phần những mảnh sót lại của vật thể Tunguska vẫn là một vấn đề gây tranh cãi. Năm 1930, nhà thiên văn học người Anh F.J.W. Whipple đã cho rằng vật thể Tunguska là một sao chổi. Một sao chổi thiên thạch, gồm chủ yếu là băng và bụi, đã hoàn toàn bốc hơi sau khi va chạm vào khí quyển Trái Đất và không để lại dấu vết rõ ràng nào. Giả thuyết sao chổi càng được ủng hộ thêm khi trong nhiều đêm sau vụ nổ trên toàn châu Âu đều có bầu trời đêm sáng rực, rõ ràng do bụi phân tán trên tầng cao khí quyển gây ra. Hơn nữa, phân tích những mẫu lấy từ vùng này cho thấy chúng chứa nhiều vật chất sao chổi.
Năm 1978, nhà thiên văn Slovakia Ľubor Kresák đề xuất vật thể đó là một mảnh của sao chổi thời gian ngắn Encke, và chính nó đã gây ra trận mưa sao băng Beta Taurid; sự kiện Tunguska trùng khớp với đỉnh điểm trận mưa sao băng này. Hiện chúng ta biết rằng các vật thể kiểu đó thường nổ phía trên bề mặt Trái Đất từ hàng chục tới hàng trăm kilômét. Những vệ tinh quân sự cũng đã từng quan sát các vụ nổ như vậy trong nhiều thập kỷ.
Năm 1983, nhà thiên văn Zdeněk Sekanina đã xuất bản một bài viết chỉ trích giả thuyết sao chổi. Ông chỉ ra rằng một vật thể gồm những vật chất kiểu sao chổi, đi qua khí quyển theo một quỹ đạo hẹp như vậy, phải bị tan rã, trong khi vật thể Tunguska rõ ràng vẫn còn nguyên vẹn khi nó đi vào vùng khí quyển thấp. Sekanina cho rằng bằng chứng cho thấy đó phải là một vật thể đặc chắc, dạng đá, có thể có nguồn gốc thiên thạch. Giả thuyết này càng nổi tiếng năm 2001, khi Farinella, Foschini và những người khác xuất bản một cuộc nghiên cứu cho thấy vật thể đó tới từ hướng vành đai thiên thạch.
Những người đề xướng giả thuyết sao chổi đã đưa ra lý lẽ rằng vật thể đó là một sao chổi đã vỡ nhưng còn lại lõi đá bên trong cho phép nó đi sâu vào khí quyển.
Khó khăn lớn nhất của giả thuyết thiên thạch là một vật thể đá phải tạo ra một hố va chạm ở nơi nó lao xuống mặt đất, nhưng không hề có một hố nào như vậy được tìm thấy. Cũng có lý thuyết cho rằng khi thiên thạch đi qua khí quyển gây ra áp suất và nhiệt độ lớn tới mức nó đột ngột nổ tung tan vỡ thành nhiều mảnh. Vụ nổ phải lớn tới mức không hề có một mảnh thiên thạch còn lại nào đủ lớn ở mức có thể phân biệt, và vật chất còn lại trên khí quyển sau vụ nổ đã gây ra hiện tượng rực sáng trên bầu trời đêm. Những mô hình được công bố năm 1993 cho rằng vật thể đá có đường kính khoảng 60 mét với các đặc tính vật lý trong khoảng giữa một chondrit thông thường và một chondrit chứa cacbon.
Christopher Chyba và những người khác đã đưa ra một quá trình theo đó một thiên thạch đá sẽ hoạt động tương tự như vật thể Tunguska. Những mô hình của họ cho thấy khi các lực ngược hướng lao xuống của vật thể trở nên lớn hơn lực liên kết trong vật thể, nó sẽ bị tan vỡ, hầu như giải phóng toàn bộ năng lượng ở một thời điểm. Vì thế sẽ không để lại dấu vết hố va chạm, và sức công phá sẽ ảnh hưởng trong một phạm vi khá rộng, toàn bộ thiệt hại do sóng xung kích và nhiệt gây ra.

## Những hiện tượng chưa được giải thích
Vẫn còn một số vấn đề chưa được giải thích thỏa đáng. Địa điểm này nằm ở giữa một khu vực núi lửa cũ, và các nhà nghiên cứu từng một lần phát hiện sự phun trào khí radon kéo dài bốn giờ. Những nỗ lực nhằm tiến hành xác định niên đại cacbon-14 cho thấy đất ở đây có nhiều phóng xạ cacbon-14 .
Nhà địa chất người Nga Vladimir Epifanov và nhà vật lý học thiên thể người Đức Wolfgang Kundt đã cho rằng vụ nổ là một đợt phun trào khí metan từ trong lòng Trái Đất. Một thứ gì đó tương tự như điều đã xảy ra năm 1994 gần làng Cando ở Tây Ban Nha. So sánh với hiện tượng Cando.
Nhà vật lý người Nga Tiến sĩ Ol'khovatov đã chỉ ra những vấn đề khi giải thích vụ nổ bằng lý thuyết thiên thạch hay sao chổi, và có khuynh hướng cho rằng Tunguska là một sự kiện địa vật lý.

## Các giả thuyết dự đoán
Đầu thế kỷ 20 tầm hiểu biết của con người về cách tác động của các thiên thạch trong khí quyển Trái Đất còn khá khiêm tốn. Vì sự hạn chế đó, cũng như số lượng dữ liệu khoa học ít ỏi về sự kiện Tunguska do chính sách giữ bí mật của người Xô viết trong thời kỳ Chiến tranh lạnh, rất nhiều giả thuyết giải thích sự kiện Tunguska đã được đưa ra, và cũng có độ tin cậy rất khác nhau. Những giả thuyết được liệt kê dưới đây đều đã bị các nhà khoa học hiện đại và những người theo chủ nghĩa hoài nghi bác bỏ.

### Hố đen
Năm 1973, Jackson và Ryan đã đưa ra giả thuyết rằng sự kiện Tunguska do một hố đen "nhỏ" (khoảng 10-20 g tới 10-22 g) đi qua Trái Đất gây nên. Không may cho giả thuyết này, không hề có bằng chứng về một vụ nổ thứ hai như vậy xảy ra khi hố đen rời khỏi Trái Đất và nó cũng không được chấp nhận rộng rãi. Hơn nữa, giả thuyết sau đó của Stephen Hawking về việc các hố đen bức xạ năng lượng cho thấy một hố đen nhỏ như vậy sẽ bốc hơi từ lâu trước khi nó có thể chạm tới Trái Đất.

### Phản vật chất
Năm 1965, Cowan, Atluri, và Libby cho rằng sự kiện Tunguska do sự hủy diệt của một khối phản vật chất rơi xuống từ vũ trụ gây nên. Tuy nhiên, như với những giả thuyết khác ở phần này, nó không tính tới lượng rác khoáng chất còn lại trong vùng sau vụ nổ. Hơn nữa, không hề có bằng chứng thiên văn học nào cho thấy những khối phản vật chất như vậy hiện diện trong vùng vũ trụ của chúng ta. Nếu những vật thể như vậy thực sự tồn tại, chúng phải luôn tạo ra các tia gamma mạnh vì sự hủy diệt với môi trường giữa các vì sao nhưng những tia gamma như vậy không hề được quan sát thấy.

### Bom H tự nhiên
Năm 1989, các nhà thiên văn học D'Alessio và Harms đã cho rằng một số deuteri trong một sao chổi rơi vào khí quyển Trái Đất có thể trải qua một quá trình phản ứng tan rã hạt nhân, để lại dấu vết dễ phát hiện ở hình thức cacbon-14. Họ kết luận rằng việc giải phóng năng lượng hạt nhân có thể đã là không đáng kể. Độc lập với họ, năm 1990, César Sirvent đã đề xuất rằng một sao chổi deuteri, 
ví dụ, một sao chổi có mức độ tập trung deuteri lớn bất thường trong thành phần của nó, có thể sẽ nổ tung như một quả bom nhiệt hạch, tạo ra phần lớn năng lượng được giải phóng. Ban đầu nó là một vụ nổ cơ học hay động lực, và chỉ khoảnh khắc sau một phản ứng nhiệt hạch do vụ nổ thứ nhất gây nên sẽ diễn ra.

### Điện từ
Một số giả thuyết lại liên hệ sự kiện Tunguska với các cơn bão địa từ tương tự với những gì đã xảy ra sau những vụ nổ nhiệt hạch tại tầng bình lưu. Ví dụ, năm 1984 V. K. Zhuravlev và A. N. Dmitriev đã đưa ra một mô hình "vật lý mặt trời" (heliophisical) dựa trên những "plasmoid" do Mặt Trời phát ra. Valeriy Buerakov cũng đã phát triển một mô hình độc lập về một quả "bóng lửa" điện từ.

### Vật thể bay không xác định
Những người ủng hộ Vật thể bay không xác định (UFO) từ lâu đã tuyên bố rằng sự kiện Tunguska là kết quả một vụ nổ tàu vũ trụ của người ngoài hành tinh hay thậm chí là một loại vũ khí của người ngoài hành tinh được sử dụng để "cứu Trái Đất khỏi một mối đe dọa sắp tới". Giả thuyết này dường như có nguồn gốc từ câu chuyện khoa học viễn tưởng do kỹ sư Liên Xô Alexander Kazantsev viết năm 1946, trong đó một con tàu vũ trụ chạy bằng năng lượng nguyên tử của người Sao Hỏa, trong khi tìm kiếm nước sạch ở hồ Baikal, đã bị nổ tung trên không. Câu chuyện này có cảm hứng từ chuyến thăm Hiroshima của Kazantsev cuối năm 1945.
Nhiều sự kiện trong câu chuyện của Kazantsev sau này đã bị nhầm lẫn thành những gì diễn ra trên thực tế tại Tunguska. Giả thuyết tàu vụ trụ năng lượng nguyên tử của người ngoài hành tinh đã được hai nhà phê bình điện ảnh là Thomas Atkins và John Baxter ủng hộ trong cuốn sách The Fire Came By (1976) của họ. Loạt phim truyền hình The Secret KGB UFO Files (Phenomenon: The Lost Archives) năm 1989, được phát sóng trên Turner Network Television, đã liên hệ sự kiện Tunguska với vụ "Roswell của người Nga" và cho rằng những mảnh vỡ của con tàu ngoài hành tinh phủ đầy khu vực. Năm 2004, một nhóm các nhà khoa học Nga của Tunguska Space Phenomenon Public State Fund tuyên bố đã tìm thấy những mảnh vỡ của một tàu vũ trụ ngoài hành tinh tại địa điểm vụ nổ.
Những người ủng hộ giả thuyết UFO chưa bao giờ có thể cung cấp bất kỳ một bằng chứng xác đáng nào cho lý thuyết của họ ngoại trừ đoạn video này do một người nông dân Lưu trữ ngày 28 tháng 9 năm 2007 tại Wayback Machine tại vùng núi British Columbia ở Canada cho thấy vật thể Tunguska không bị phá hủy mà tiếp tục lang thang trên các vùng phụ cận Trái Đất. Hình ảnh video tương ứng chính xác với những điều mô tả của nhân chứng về vật thể Tunguska do báo Sibir (Nga) cung cấp ngày 2 tháng 7 năm 1908. Điều này giúp giải quyết vấn đề khó khăn của những người ủng hộ các giả thuyết khác cho rằng vật thể Tunguska đã bị phá hủy và vì thế không thể tìm thấy bất kỳ mảnh nào còn lại của nó cũng như miệng hố va chạm. Cũng cần nhớ rằng địa điểm Tunguska là một vùng hạ cánh của Sân bay vũ trụ Baikonur và đã liên tục phải hứng chịu rác thải từ các trạm vũ trụ Nga, mà nổi tiếng nhất là lần phóng thử nghiệm lần thứ năm không thành công Chương trình Vostok ngày 22 tháng 12 năm 1960. Con tàu vũ trụ rơi xuống gần địa điểm vụ nổ Tunguska, và một đội kỹ sư đã được phái tới đó nhằm thu thập các khí cụ và hai chú chó trên khoang (vẫn sống sót).
Một tiểu thuyết năm 1951, và một bộ phim sau đó (1960 Der Schweigende Stern), đều dựa trên khái niệm UFO.

### Tháp Wardenclyffe
Cũng có ý kiến cho rằng vụ nổ Tunguska là kết quả của một cuộc thực nghiệm do Nikola Tesla tiến hành tại Tháp Wardenclyffe, cuộc thực nghiệm diễn ra trong thời gian Robert Peary đang tiến hành các cuộc thám hiểm Bắc Cực. Họ cho rằng Tesla đã gửi điện tín cho Peary thông báo về một 'hiện tượng bình minh bất thường' sẽ gặp phải khi ông tới Bắc Cực. Tuy nhiên, ở thời điểm diễn ra sự kiện Tunguska đa số công việc tại Wardenclyffe đã chấm dứt và địa điểm này cũng đã bị bỏ hoang. Hơn nữa, rõ ràng là không thể có phương tiện để chỉ với một nguồn năng lượng nhỏ tại Wardenclyffe lại gây ra được một nguồn năng lượng lớn như vậy ở một nơi khác.

### Vị trí sự kiện còn gây tranh cãi
Một giả thuyết khác cho rằng một thiên thạch đã rơi tại một vùng khác ở Siberi.
Nhà khoáng vật học người Nga Leonid Kulik đã xác định vị trí va chạm trong một khu rừng gần sông Podkamennaja (tọa độ 60° 53' 40" vĩ độ Bắc và 101° 53' 40" kinh độ Đông.) Trong khoảng từ năm 1921 đến năm 1938 Kulik đã tổ chức năm cuộc khảo sát tới khu vực này nhưng không hề tìm thấy một miệng hố va chạm hay một bằng chứng nào về vụ va chạm đó.
Những bức ảnh về khu rừng bị tàn phá và những thân cây gãy đổ do Kulik chụp năm 1927 và 1928, không mang tính thuyết phục: chúng có vẻ ở tình trạng được giữ gìn hoàn hảo 20 năm sau vụ nổ, trong khi những cây duy nhất còn sống là những cây non không thể hơn vài năm tuổi. Những cây do Kulik chụp có lẽ bị đổ do Evenk, những người dân địa phương, chặt để tạo đồng cỏ cho các loài tuần lộc, để dựng những căn lều hình nón của họ, và để lấy củi đốt.
Hơn nữa, bằng chứng khác cho thấy những miệng hố va chạm được tìm thấy là một thành tạo tự nhiên gây ra do tuyết tan, và một hòn đá lớn từng được coi là một thiên thạch sau này lại bị cho là một phiến đá băng tích thông thường. Tuy nhiên, Kulik và những người cộng sự của mình quả quyết mạnh mẽ rằng họ đã tìm được địa điểm chính xác nơi sự kiện xảy ra, vì thế họ vẫn được coi là những nhà khoa học và những nhà nghiên cứu giỏi giang.

### Giả thuyết nổ khí mêtan
Tunguska xảy ra do sự giải phóng 10 triệu tấn khí giàu mê-tan nằm trong lớp vỏ Trái Đất. Bằng chứng của sự thoát khí hủy diệt tương tự có thể được phát hiện tại Blake Ridge, đáy biển ngoài Na Uy: một "vết rỗ" rộng 700km2.

## Nhận định
- "Nếu sự kiện Tungaska thực sự do một sao chổi gây ra, nó thuộc loại độc nhất vô nhị chứ không chỉ là một trường hợp quan trọng nằm trong những hiện tượng đã được phân loại. Mặt khác, nếu thực sự một thiên thạch phát nổ trên bầu trời Siberi vào sáng tháng 6 đó, tại sao không ai tìm thấy một mảnh vỡ nào?", Gasperini, Tạp chí Khoa học Mỹ.

## Những cuốn sách về Tunguska
- John Baxter and Thomas Atkins, The Fire Came By: The Riddle of the Great Siberian Explosion, Macdonald and Jane's, London 1975
- Rupert Furneaux, The Tungus Event, Nordon Publications, New York, 1977
- Roy A. Gallant, The Day the Sky Split Apart: Investigating a Cosmic Mystery, Atheneum Books for Children, New York, 1995
- E.L. Krinov, Giant Meteorites, trans. J.S. Romankiewicz (Part III: The Tunguska Meteorite), Pergamon Press, Oxford, 1966
- Jack Stoneley, Cauldron of Hell: Tunguska, Simon and Schuster, New York, 1977
- Surendra Verma, The Tunguska Fireball: Solving One of the Great Mysteries of the 20th Century, Icon Books, Cambridge, 2005